# Nordstjärnan (symbol)

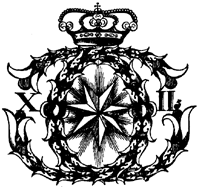
Karl XII:s monogram med nordstjärnan, 1697.

Strålande nordstjärna på kastpenning från Ulrika Eleonora d y begravning, 1742.

Nordstjärnan – annat namn för polstjärnan – (även Nordstiernan och Nordstjernan) användes från slutet av 1600-talet som symbol för den svenske kungen. Exempelvis fanns i Karl XII:s spegelmonogram den sjuuddiga Nordstjärnan. Under 1700-talet symboliserade den även svensk forskning och vitterhet. Nordstjärnan finns av denna anledning bland annat avbildad på Chalmers doktorsring. Vid 1700-talets mitt tillverkade Rörstrands porslinsfabrik olika så kallade Nordenstjärnserviser, en del av dem finns samlade i Porslinsrummet på Drottningholms slott.
Televerkets symbol och logotyp var en femuddig nordstjärna omgiven av åskviggar under en kunglig krona.